# Šar-hegység Nemzeti Park
A Šar-hegység Nemzeti Park (albánul Parku Nacional “Malet e Sharrit") Koszovóban terül el. A területén magashegységek vannak, amelyeknek száznál is több csúcsa meghaladja a 2000 méter feletti magasságot, 30 közülük 2500 méternél is magasabb. Különösen magával ragadó látványt jelentenek a park területén található tengerszemek.

## Élővilág
Az itt honos élővilág igen változatos. A parkban körülbelül 2000 növényfaj, 147 lepkefaj (e tekintetben Európa leggazdagabb térsége), 200 madárfaj (szakállas saskeselyű, fakó keselyű, szirti sas, vándorsólyom stb.) és számos vadállat (hiúz, barna medve, európai vidra, vadmacska, gímszarvas, őz, zerge stb.) él.

## Egyéb
A kultúrtörténeti emlékek közül a park területén 34 középkori templom és kolostor, valamint Dusanov grad, a Prizrenska Bistrica kanyonjában levő középkori szerb főváros található.
északi és északnyugati lejtőin található a Brezovica síközpont.

## Külső hivatkozások
- A nemzeti park a világörökség javaslati listáján